# Svišť tarbagan
Svišť tarbagan (Marmota sibirica) je hlodavec z čeledi veverkovití (Sciuridae).

## Výskyt
Přirozeně se vyskytuje v Mongolsku a přilehlých oblastech severovýchodní Číny (Chej-lung-ťiang a Vnitřní Mongolsko), částečně areál výskytu zasahuje také do Ruska (Tuva, Zabajkalsko). Svišť tarbagan vytváří dva poddruhy: Marmota sibirica sibirica a Marmota sibirica caliginosus. Poddruh sibirica se vyskytuje ve východních stanovištích pohoří Chentej, poddruh caliginosus pak primárně ve středním, západním a severním Mongolsku. Svišť tarbagan žije ve stepích, polopouštích, lesostepích, na horských svazích a v údolích, a to až do nadmořské výšky 3 800 metrů.

## Popis
Srst sviště tarbagana je na hřbetě zbarvená světle hnědě až světle rezavě, často s náznaky bělavě žluté. Na čenichu a kolem očí a ocasu srst přechází do tmavohnědých odstínů. Zbarvení se může mírně lišit podle ročních období. Délka hlavy a těla činí 36–49,5 cm, ocas dosahuje délky 11,2–12,1 cm, délka přední končetiny jest 7,2 až 8,2 cm a hmotnost činí asi 5 kg. Největší délka lebky (tj. vzdálenost od mezičelisti až po nejzadnější části lebky) činí 8–10,4 cm. Samci bývají větší než samice a mají také výrazně větší dolní čelist. Velikost a tvar dolní čelisti představuje u tohoto druhu důležitý kosterní znak, jenž vědcům napomáhá i v klasifikaci založené na morfologických důkazech. Extrémně podobnou dolní čelist sdílí svišť tarbagan se svištěm šedým (Marmota baibacina), což naznačuje blízkou příbuznost těchto dvou taxonů. Na rozdíl od sviště tarbagana však svišť šedý nerozvíjí u čelistí natolik výrazný pohlavní dimorfismus.

## Biologie

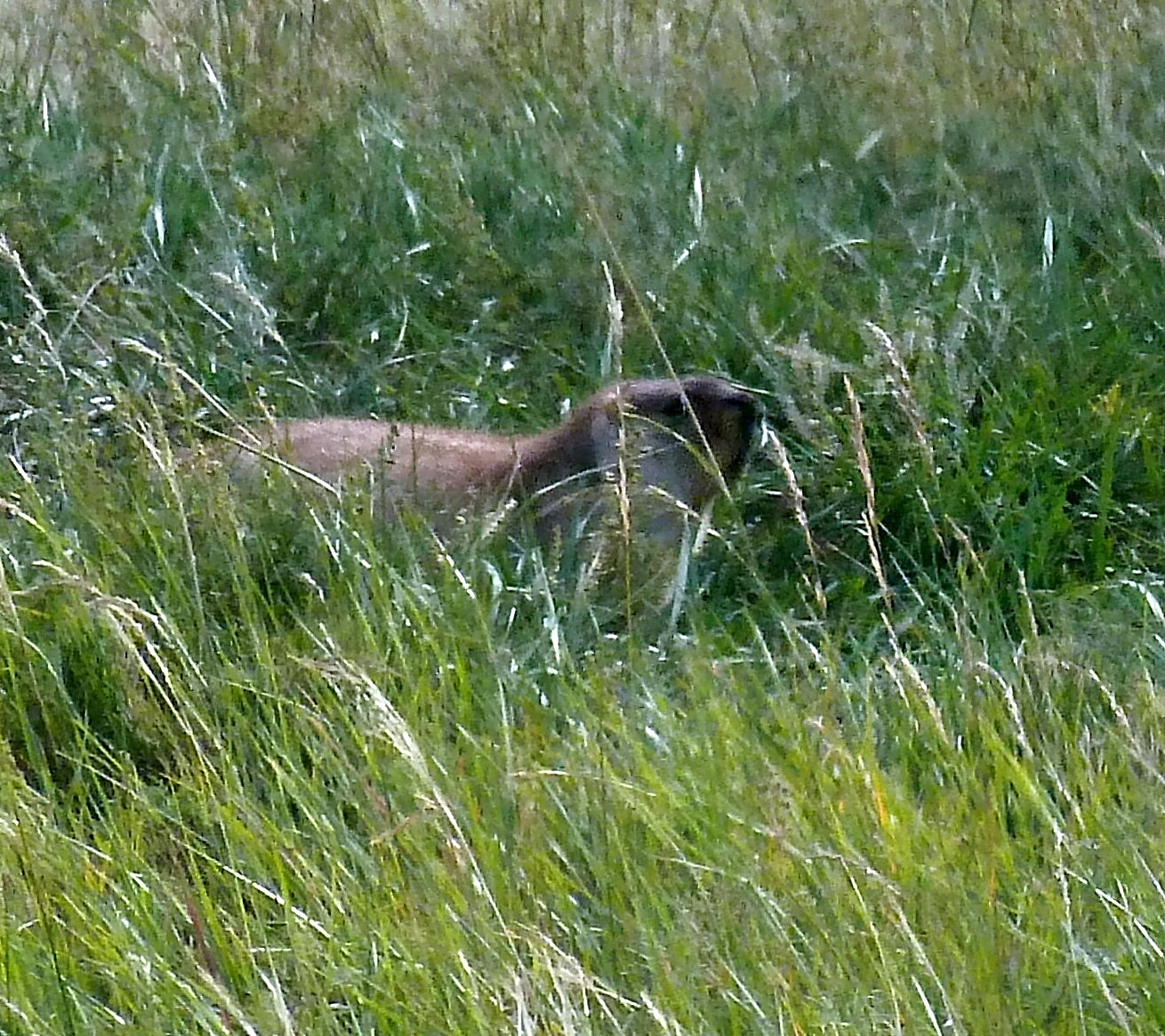
Svišť tarbagan ve svém přirozeném prostředí

Svišť tarbagan je vysoce společenský druh žijící v rodinných koloniích tvořených dominantním párem, podřízenými dospělci a mladými zvířaty. Velikost skupiny závisí na vhodnosti stanoviště. Za příznivých podmínek jsou skupiny stabilní, tvořené 13 až 18 jedinci, za nepříznivých podmínek bývají skupiny výrazně menší a nestabilního charakteru. Během chladných měsíců tento druh hibernuje, nejčastěji ve skupině ve společné noře. Hibernace obyčejně začíná v průběhu září, avšak přesný čas závisí také na množství dostupné potravy během léta a aktuálním počasí. Svišti se probouzejí v průběhu dubna, kdy také začíná období rozmnožování. Doba březosti trvá 40 až 42 dní, samicím se rodí nejčastěji čtyři až šest mláďat, která opouštějí noru během června. Vzhledem ke krátkému vegetačnímu období mláďata poprvé hibernují ještě ve své domovské skupině. U těchto mladých jedinců je vlivem dominance ze strany starších členů skupiny následně potlačena jejich vlastní možnost se rozmnožovat, místo toho se podílejí na péči o ostatní mláďata. Ze skupiny se rozptylují teprve asi ve 3 letech.

## Ohrožení
Mezinárodní svaz ochrany přírody (IUCN) ve svém vyhodnocení stavu druhu z roku 2016 hodnotí sviště tarbagan jako ohrožený taxon. IUCN uvádí pokles populací o více než 50 % za poslední tři generace. Hlavní hrozbou je především lov pro maso a kůži; mezi lety 1906 až 1994 bylo pouze v Mongolsku získáno přes 104 milionů svištích kůží.

## Mor
Svišť tarbagan může představovat přenašeče moru, nicméně vlivem klesající populace se morová ohniska stávají méně častými. Zřejmě nejvýznamnější epidemií moru, jež byla na člověka pravděpodobně přenesena ze svišťů tarbagan, byl mandžuský mor mezi roky 1910 až 1911, jenž stál život asi 60 000 lidí, především ve městech Čchang-čchun, Charbin a Mukden.